# Puula
Puula (řidčeji Puulavesi) je jezero na jihu Finska v regionu Jižní Savo. Má rozlohu 370 km² a je dlouhé 50 km. Dosahuje maximální hloubky 67 m. Nachází se v nadmořské výšce 95 m.

## Pobřeží
Břehová linie je členitá s množstvím zálivů, zátok a poloostrovů.

## Ostrovy
Na jezeře je 1434 většinou zalesněných ostrovů.

## Vlastnosti vody
V zimě jezero zamrzá.

## Vodní režim
Odtok je zajištěn do Finského zálivu Baltského moře přes vodní systém řeky Kymijoki.

## Využití
Jezero je splavné.